# Рејмонд Пејли
Рејмонд Едвард Алан Кристофер Пејли (енгл. Raymond Edward Alan Christopher Paley; 7. јануар 1907 — 7. април 1933) је био енглески математичар. Пејли је рођен у Борнмуту. Образован је у Итону. Одатле је отишао на Тринити колеџ, Кембриџ, где се истакао као најбољи студент у изврсној групи. Добио је Смитову награду 1930. године и изабран је за члана Тринити колеџа.
Његови доприноси укључују Пејлијев граф (теорија графова) и Пејли-Винерову теорему (хармонијска анализа), која је настала кроз сарадњу са Норбертом Винером. Сарађивао је са Антонијем Зигмундом на пољу Фуријеових редова (в. Пејли-Зигмундова неједнакост) и Џ. Е. Литлвудом у вези са Литлвуд-Пејлијевом теоријом, која представља примену техника са реалним променљивима у комплексној анализи.
7. априла 1933. године, Пејли је умро у несрећи током скијања када је скијао сам на висини од око 3000 m у Банфу, Алберта. Убила га је лавина код места Deception Pass, у Фосилним планинама, у Канадским стеновитим планинама. Његову смрт посведочили су његови сапутници који су били на нижем положају на планини. Отправници парка и чланови Краљевске канадске планинске полиције касније су пронашли његово тело. Сахрањен је на градском гробљу у Банфу.